# Telmatactis pseudoroseni
Telmatactis pseudoroseni is een zeeanemonensoort uit de familie Isophelliidae.
Telmatactis pseudoroseni is voor het eerst wetenschappelijk beschreven door Pax in 1924.